# Misericòrdia Montlleó i Domènech
Misericòrdia Montlleó i Domènech (Ulldemolins, 4 d'abril de 1962) és una política catalana, alcaldessa d'Ulldemolins i diputada al Parlament de Catalunya en la V Legislatura.

## Biografia
Militant d'Unió Democràtica de Catalunya fins al 2015 i militant de Demòcrates de Catalunya des d'aleshores, ha treballat com a secretària de l'Ajuntament d'Ulldemolins del 1980 al 1999. A les eleccions municipals de 1999 fou escollida alcaldessa d'Ulldemolins, diputada de la Diputació de Tarragona i diputada per la circumscripció de Tarragona a les eleccions al Parlament de Catalunya de 1999, on ha estat vicepresidenta de la Comissió d'Estudis sobre la problemàtica del Món Rural a Catalunya. També ha estat presidenta comarcal d'UDC de 1995 a 1999. Entre d'altres, ha exercit de presidenta d'Unió de Dones, dins d'Unió Democràtica de Catalunya. Després de les eleccions al Parlament de Catalunya de 2015, deixà la militància a Unió Democràtica de Catalunya i s'integra al nou partit sorgit d'aquest, Demòcrates de Catalunya, d'ideal democristià i a favor de la independència de Catalunya.